# セルゲイ・パブロビッチ
セルゲイ・パブロビッチ（Sergei  Pavlovich、1992年5月13日 - ）は、ロシアの男性総合格闘家。ロストフ州オルロフスキー地区出身。イーグルスMMA・モスクワ/アメリカン・トップチーム所属。UFC世界ヘビー級ランキング3位。元Fight Nights Globalヘビー級王者。
UFCヘビー級史上最多となる6試合連続1ラウンドKO勝利の記録を持つ。

## 来歴
5歳の時にグレコローマンレスリングを始めた。軍隊に入隊後、近接格闘術とコンバットサンボを始めた。

### 総合格闘技
2014年、プロ総合格闘技デビュー。キャリア12戦全勝の戦績を収め、2017年にFight Nights Globalヘビー級王座を獲得した。

### UFC
2018年11月24日、UFC初参戦となったUFC Fight Night: Blaydes vs. Ngannou 2でヘビー級ランキング6位のアリスター・オーフレイムと対戦し、パウンドで1RTKO負け。キャリア初黒星を喫した。
2019年4月20日、UFC Fight Night: Overeem vs. Oleinikでマルセロ・ゴルムと対戦し、右アッパーで1RKO勝ち。パフォーマンス・オブ・ザ・ナイトを受賞した。
2019年10月26日、UFC Fight Night: Maia vs. Askrenでヘビー級ランキング13位のモーリス・グリーンと対戦し、スタンドパンチ連打で1RTKO勝ち。
2020年8月9日、UFC Fight Night: Lewis vs. Oleinikでシリル・ガーヌと対戦予定であったが、膝の負傷により欠場した。
2022年3月19日、約2年5カ月ぶりの復帰戦となったUFC Fight Night: Volkov vs. Aspinallでヘビー級ランキング10位のシャミル・アブドゥラヒモフと対戦し、右アッパーでダウンを奪いパウンドで1RTKO勝ち。パフォーマンス・オブ・ザ・ナイトを受賞した。
2022年7月30日、UFC 277でヘビー級ランキング5位のデリック・ルイスと対戦し、スタンドパンチ連打で1RTKO勝ち。
2022年12月3日、UFC on ESPN: Thompson vs. Hollandでヘビー級ランキング4位のタイ・トゥイバサと対戦し、スタンドパンチ連打から右アッパーでダウンを奪いパウンドで1RKO勝ち。パフォーマンス・オブ・ザ・ナイトを受賞した。　
2023年4月22日、UFC Fight Night: Pavlovich vs. Blaydesでヘビー級ランキング4位のカーティス・ブレイズと対戦し、右アッパーでダウンを奪いパウンドで1RTKO勝ち。パフォーマンス・オブ・ザ・ナイトを受賞した。
2023年11月11日、UFC 295のUFC世界ヘビー級暫定王座決定戦でヘビー級ランキング4位のトム・アスピナルと対戦し、右ストレートでダウンを奪われパウンドで1RKO負け。王座獲得に失敗した。当初は同大会で王者ジョン・ジョーンズとスティーペ・ミオシッチのUFC世界ヘビー級タイトルマッチが予定されていたが、ジョーンズがスパーリング中に左大胸筋を断裂し欠場したため、タイトルマッチのバックアップファイターであったパブロビッチと大会2週間前のオファーを受けたアスピナルの暫定王座決定戦が組まれた。
2024年6月22日、UFC on ABC: Whittaker vs. Aliskerovでヘビー級ランキング5位のアレキサンダー・ヴォルコフと対戦し、0-3の判定負け。
2025年2月1日、UFC Fight Night: Adesanya vs. Imavovでヘビー級ランキング9位のジャルジーニョ・ホーゼンストライクと対戦し、3-0の判定勝ち。

## 戦績
| 総合格闘技 戦績 | 総合格闘技 戦績 | 総合格闘技 戦績 | 総合格闘技 戦績 | 総合格闘技 戦績 | 総合格闘技 戦績 | 総合格闘技 戦績 |
| --------------- | --------------- | --------------- | --------------- | --------------- | --------------- | --------------- |
| 22 試合         | (T)KO           | 一本            | 判定            | その他          | 引き分け        | 無効試合        |
| 19 勝           | 15              | 0               | 4               | 0               | 0               | 0               |
| 3 敗            | 2               | 0               | 1               | 0               | 0               | 0               |

| 勝敗 | 対戦相手                           | 試合結果                            | 大会名                                                                                                  | 開催年月日     |
|      | ワルド・コルテス＝アコスタ         | 試合前                              | UFC Fight Night: Walker vs. Zhang                                                                       | 2025年8月23日  |
| ○    | ジャルジーニョ・ホーゼンストライク | 5分3R終了 判定3-0                   | UFC Fight Night: Adesanya vs. Imavov                                                                    | 2025年2月1日   |
| ×    | アレキサンダー・ヴォルコフ         | 5分3R終了 判定0-3                   | UFC on ABC 6: Whittaker vs. Aliskerov                                                                   | 2024年6月22日  |
| ×    | トム・アスピナル                   | 1R 1:09 KO（右ストレート→パウンド） | UFC 295: Procházka vs. Pereira 【UFC世界ヘビー級暫定王座決定戦】                                        | 2023年11月11日 |
| ○    | カーティス・ブレイズ               | 1R 3:08 TKO（右アッパー→パウンド）  | UFC Fight Night: Pavlovich vs. Blaydes                                                                  | 2023年4月22日  |
| ○    | タイ・トゥイバサ                   | 1R 0:54 KO（右アッパー→パウンド）   | UFC on ESPN 42: Thompson vs. Holland                                                                    | 2022年12月3日  |
| ○    | デリック・ルイス                   | 1R 0:55 TKO（スタンドパンチ連打）   | UFC 277: Peña vs. Nunes 2                                                                               | 2022年7月30日  |
| ○    | シャミル・アブドゥラヒモフ         | 1R 4:04 TKO（右アッパー→パウンド）  | UFC Fight Night: Volkov vs. Aspinall                                                                    | 2022年3月19日  |
| ○    | モーリス・グリーン                 | 1R 2:11 TKO（スタンドパンチ連打）   | UFC Fight Night: Maia vs. Askren                                                                        | 2019年10月26日 |
| ○    | マルセロ・ゴルム                   | 1R 1:06 KO（右アッパー）            | UFC Fight Night: Overeem vs. Oleinik                                                                    | 2019年4月20日  |
| ×    | アリスター・オーフレイム           | 1R 4:21 TKO（パウンド）             | UFC Fight Night: Blaydes vs. Ngannou 2                                                                  | 2018年11月24日 |
| ○    | キリル・シデルニコフ               | 1R 2:45 KO（右フック→パウンド）     | Fight Nights Global 79: Pavlovich vs. Sidelnikov 【FNGヘビー級タイトルマッチ】                          | 2017年11月19日 |
| ○    | ミハイル・モフナトキン             | 5分5R終了 判定3-0                   | Fight Nights Global 68: Pavlovich vs. Mokhnatkin 【FNGヘビー級タイトルマッチ/ヘビー級トーナメント決勝】 | 2017年6月2日   |
| ○    | アレクセイ・クジン                 | 5分3R終了 判定3-0                   | Fight Nights Global 54: Pavlovich vs. Kudin 【ヘビー級トーナメント準決勝】                              | 2016年11月16日 |
| ○    | アフメドシャイフ・ゲレガエフ       | 1R 3:35 TKO（パウンド）             | Fight Nights Global 51: Pavlovich vs. Gelegaev                                                          | 2016年9月25日  |
| ○    | チャバン・カ                       | 1R 1:54 TKO（右フック→パウンド）    | Fight Nights Global 50: Fedor vs. Maldonado                                                             | 2016年6月17日  |
| ○    | マゴメドバグ・アガエフ             | 5分3R終了 判定3-0                   | Fight Nights Global 46: Mokhnatkin vs. Kudin                                                            | 2016年4月29日  |
| ○    | ルーベン・ウルフ                   | 1R 2:02 TKO（スタンドパンチ連打）   | EFN: Fight Nights Moscow                                                                                | 2015年12月11日 |
| ○    | スルタン・ムルタザリエフ           | 1R 0:59 TKO（右アッパー→パウンド）  | EFN: Fight Nights Dagestan                                                                              | 2015年9月25日  |
| ○    | ウラジミール・ダイネコ             | 1R 0:24 TKO（右フック）             | Fight Nights: Sochi                                                                                     | 2015年7月31日  |
| ○    | イリヤ・スコンドリッチ             | 1R 1:15 TKO（スタンドパンチ連打）   | Full Fight 1: Slovakia and Czech vs. Russia                                                             | 2015年5月30日  |
| ○    | セルゲイ・ブイナチェフ             | 1R 0:20 TKO（パンチ連打）           | Fight Nights: Cup of Moscow                                                                             | 2015年3月21日  |
| ○    | アレクサンダー・デレフイェンコ     | 1R 3:52 TKO（パウンド）             | Fight Nights: Battle of Moscow 18                                                                       | 2014年12月20日 |

## 獲得タイトル
- Fight Nights Globalヘビー級王座（2017年）

## 表彰
- UFCパフォーマンス・オブ・ザ・ナイト（3回）